# بنگکولو
بنگکولو (به اندونزیایی: Benkoelen) یک استان‌ در اندونزی است که در جنوبغربی این کشور واقع شده‌است.
همچنین با نام "سوماترای جنوبغربی" Southwest Sumatra شناخته می‌شود

## خصوصیات
بنگکولو ۱۹٬۹۱۹٫۳۳ کیلومترمربع مساحت و ۱٬۸۲۸٬۲۹۱ نفر جمعیت دارد.

## نگارخانه

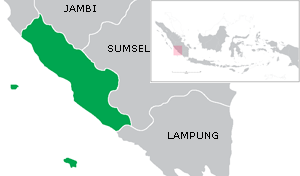
نقشه استان بنگکولو
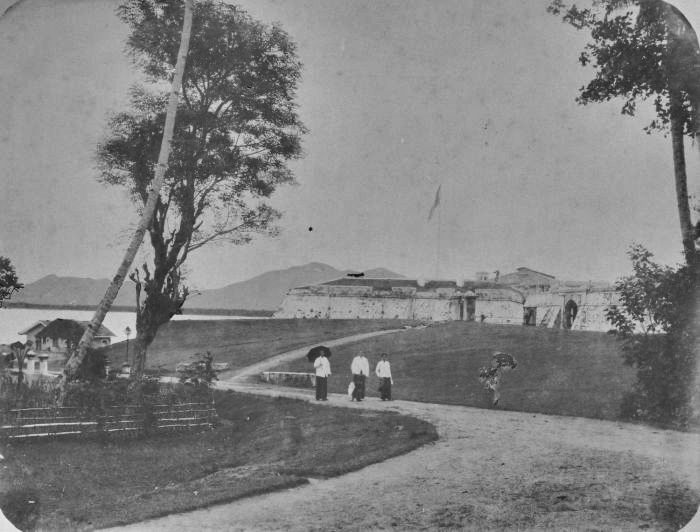
زنان اروپایی در حال قدم زدن در اسکله مارلبورو
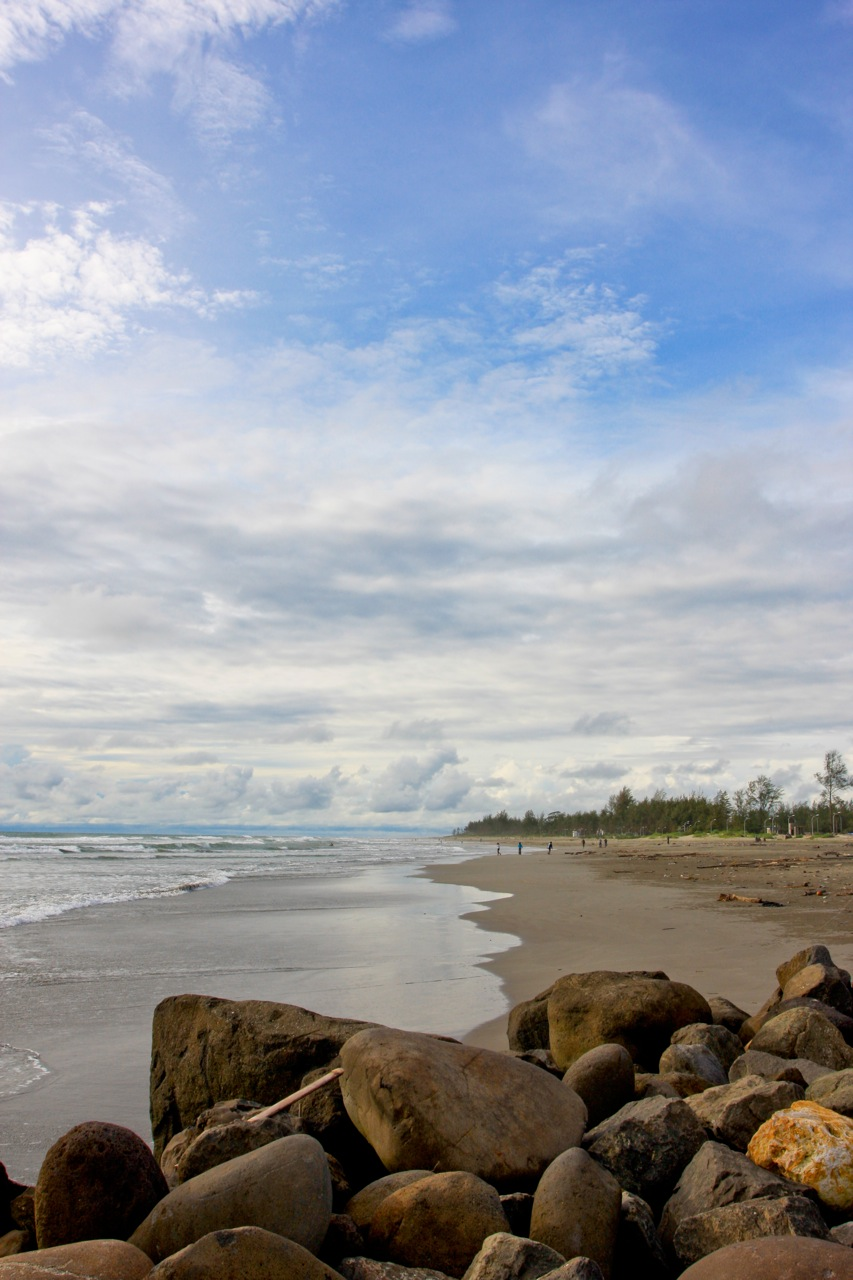
ساحل پانتای پانجانگ